# Áreas protegidas de Kirguistán

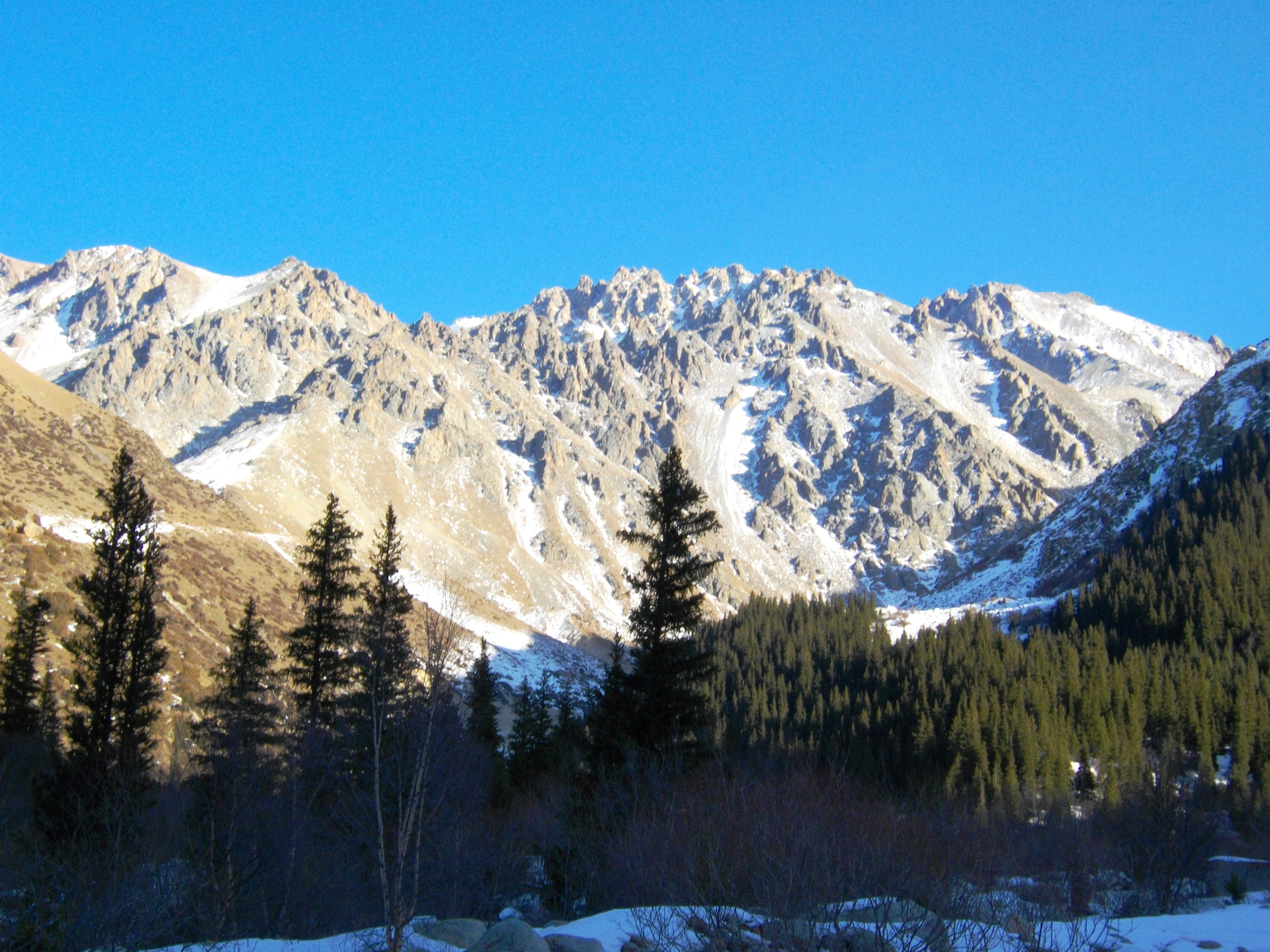
Parque nacional Ala Archa

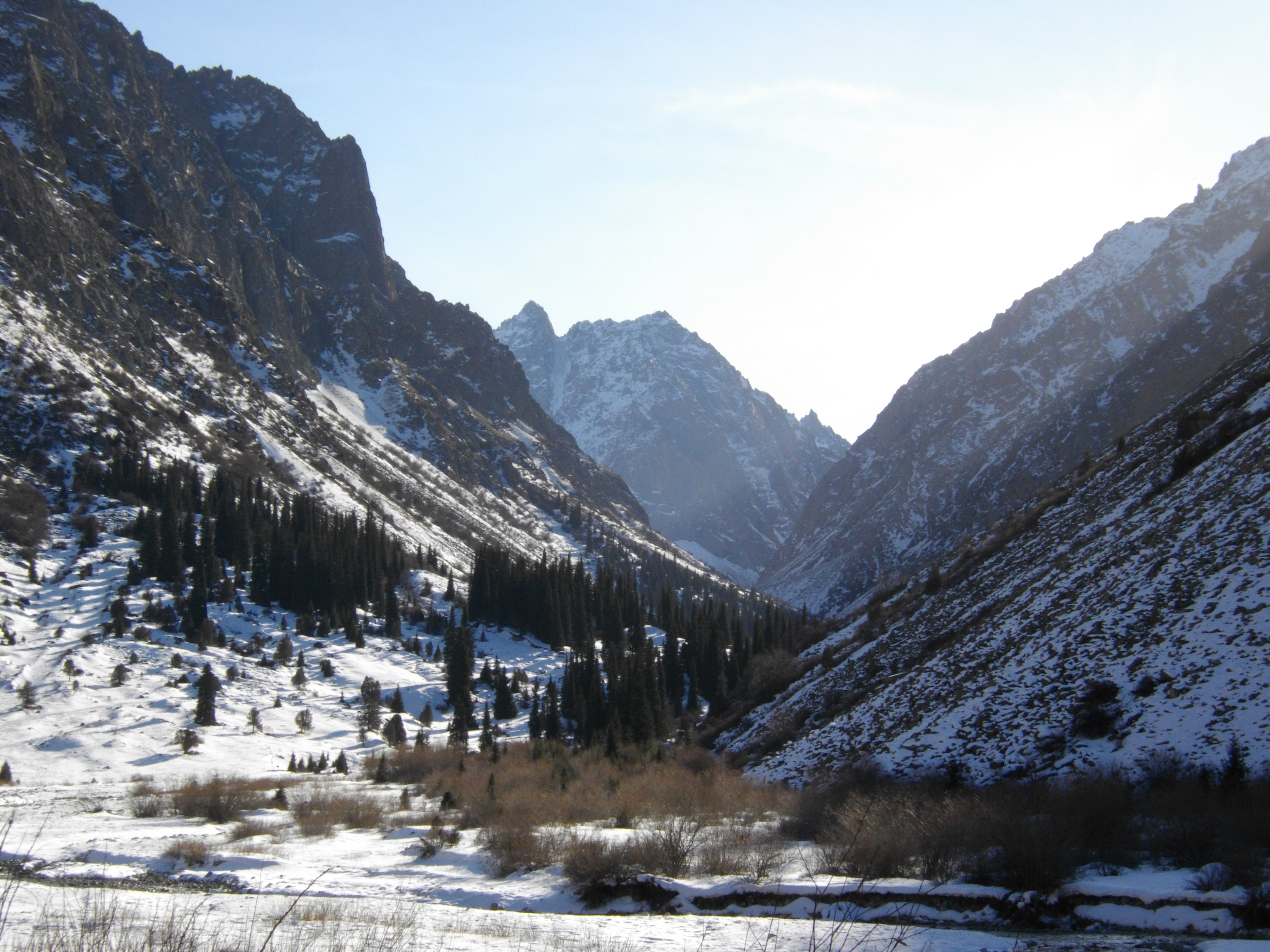
Picea schrenkiana, picea de Asia, de Schrenk o de Tien Shan en el Parque nacional Ala Archa

En Kirguistán hay 35 áreas protegidas que ocupan 13.403 km², el 6,7 por ciento de los 199.957 km² del país. Entre estas hay un parque nacional (Ala Archa), de 112 km²; 12 parques naturales; 15 refugios de vida silvestre; 10 reservas naturales, 2 reservas de la biosfera, 3 sitios patrimonios de la humanidad y 16 monumentos naturales.

## Parques nacionales
- Parque nacional Ala Archa, 194 km², en el Tien Shan, 40 km al sur de la capital, Biskek. Destino de fin de semana y sobre todo el 1 de mayo, cuando se celebra una escalada popular al monte Komsomolets, de 4.204 m.[2] El nombre de Archa viene de un enebro llamado Juniperus semiglobosa, nativo de Asia Central, cuyo humo los kirguises usan para expulsar a los espíritus malignos. El parque va desde 1.500 m hasta los 4.895 m del pico Semenova Tian-Shanski, la cima más alta del Alatau Kirguís.

## Parques naturales

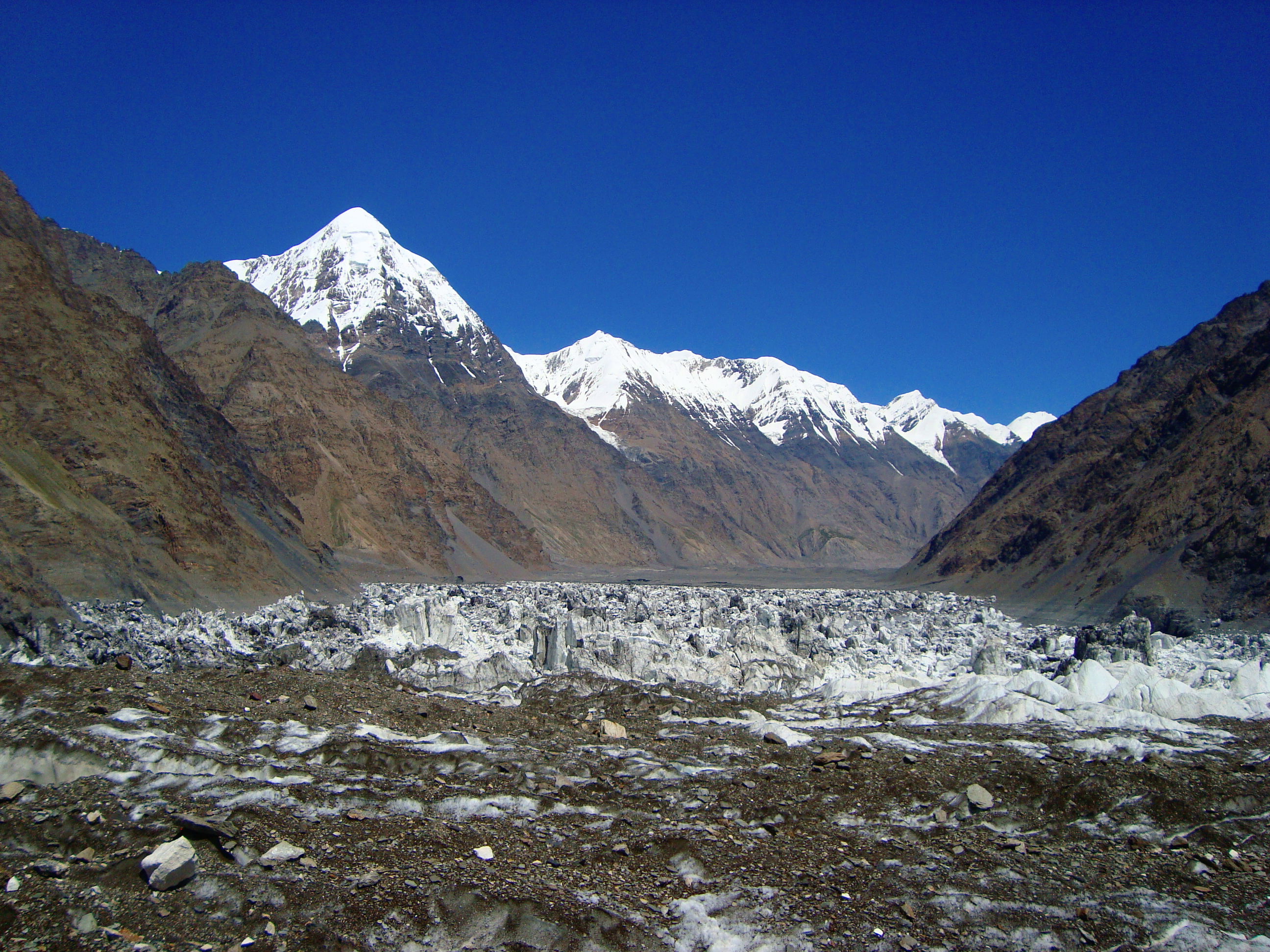
Parque natural de Khan-Tengiri.

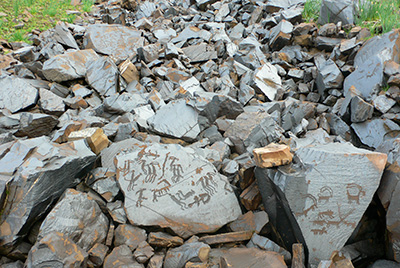
Petroglifos en el parque natural de Saimaluu Tash.

- Parque natural de Besh-Tash, 136 km², provincia de Talas, en el noroeste, a 25 km de Talas, en la sierra de Alatoo Talas. Destacan los enebros. El parque sigue el río Besh-Tash hasta el lago el mismo nombre a 3.000 m de altura y el paso de Terek a 3.573 m; hay leopardo de las nieves, oso pardo, argalí, lince, halcones. El nombre significa 5 piedras, que según la leyenda son cinco ladrones que intentaron robar a una bruja. Camping y yurtas.[3]

- Parque natural de Karakol, 382 km², cerca de la ciudad de Karakol, al este del lago Issyk-Kul. Pista de esquí, laderas cubiertas de picea de Tien Shan (Picea schrenkiana).[4]

- Parque natural de Kara-Shoro, 143 km², provincia de Osh, sur de Kirguistán, vertiente occidental de las montañas de Ferganá. Leopardo de las nieves.[5]

- Parque natural de Chong-Kemin. Aunque el área protegida tiene 1235,64 km2, la zona reservada a turismo cubre 500 ha, entre los 1400 m y los 2800 m de altitud. El río Chong-Kemin fluye a lo largo del parque durante sus 116 km, drenando un área de 1890 km2 en el distrito de Kemin de la provincia de Chuy, al norte del país, hasta desembocar en el río Chu, con siete lagos en su cuenca. Es uno de los más pintorescos de Kirguistán, porque sus vistas incluyen el macizo de Ala-Too, de 4700 m, con glaciares y nieve todo el año. Alberga especies raras, como el leopardo de las nieves y el águila dorada, además del ciervo más pequeño de Asia central.[6][7]

- Parque natural de Alatay, 568 km2, provincia de Jalal-Abad, desde 2016. Al oeste de las montañas de Tian-Shan, en torno a los valles de los ríos Alatay y Uzun-Akmat, al noroeste del embalse de Toktogul.

- Parque natural de Kan-Achuu, 305 km2, provincia de Jalal-Abad, distrito de Toguz-Toro. En el extremo oriental de la sierra de Fergana, en la cuenca de los ríos Baydamtal, Kan-Achuu y Kökirim.

- Parque natural de Kara-Buura, 615 km2, provincia de Talas, distrito de Kara Buura. En la vertiente norte de la cordillera de Talas Alatau, en la frontera con Kazajistán.

- Parque natural de Khan-Tengri, 2758 km2, provincia de Ysyk-Kol, distrito de Ak-Suu, en el extremo oriental del país, entre las sierras de Terskey Ala-too y Kakshaal Too. Toma el nombre del pico de Khan Tengri, de 7000 m, uno de los más bellos del mundo.

- Parque natural de Sarkent, 400 km2, provincia de Batken, distrito de Leylek. Desde q009, en la sierra de Turkestán. Hay osos pardos, leopardo de las nieves, águila dorada, lince y halcón sacre.

- Parque natural de Kyrgyz-Ata, 111,7 km2, en la provincia de Osh, distrito de Nookat. En la vertiente norte de las montañas Alai, en la cuenca de río Kyrgyz-Ata, afluente del Aravansay. Destaca por sus rocas de arenisca con franjas multicolores.

- Parque natural Salkyn-Tor, 104,2 km2, provincia de Naryn, distrito de Naryn. Desde 2001, a 20 km al este de Naryn. Destaca por sus gargantas y las cuevas de Kojo-Üngkür.

- Parque natural de Saymaluu-Tash, 320 km2, provincia de Jalal-Abad, en el distrito de Toguz-Toro a unos 30 km al sur de la capital, Kazarman. Destaca por los petroglifos, unos diez mil en blanco y negro, a una altitud de 3200 m en los valles altos. La zona está regada por numerosos ríos que flyen desde la sierra de Fergana. Los petroglifos datan de hace 2000-3000 años a. C., del neolítico, la Edad del Bronce y de la Edad Media en el siglo VIII, aunque se siguieron realizando a lo largo de cientos de años.

## Reservas naturales

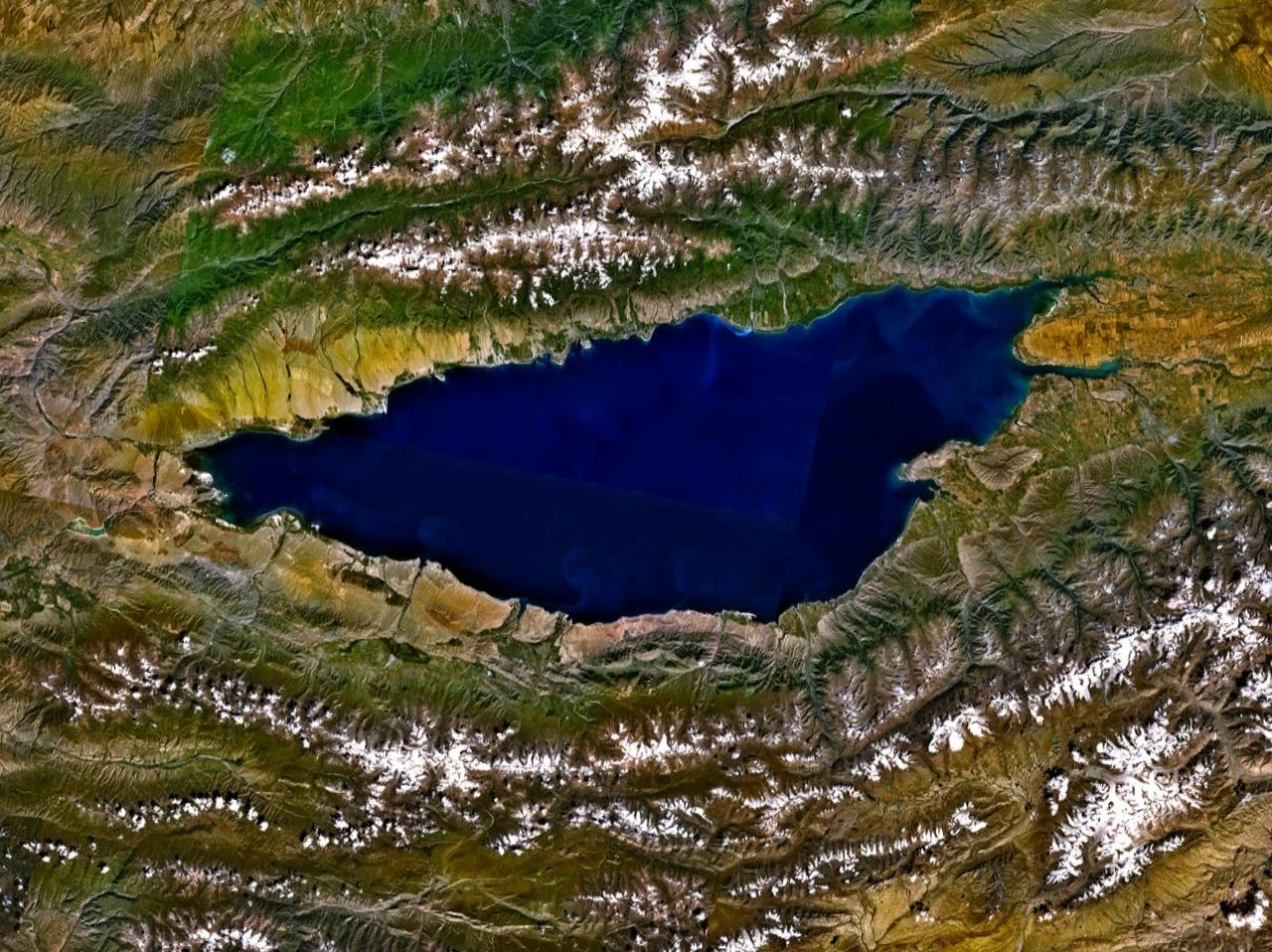
Lago de Issyk Kul desde el espacio

- Reserva natural de Besh-Aral, 1125 km2, provincia de Jalal-Abad
- Reserva natural de Issyk-Kul, 190 km2, en la provincia de Ysyk-Kol. Primera reserva natural de Kirguistán, establecida en 1948 para proteger el entorno y las aves acuáticas del lago Issyk-Kul. En 1975 se convierte en sitio Ramsar con una superficie de 6264 km2,[8] y en 2000, la Unesco declara reserva de la biosfera una zona de 43.115 km2, que engloba todo el lago, de 15.844 km2 y los alrededores.[9]
- Reserva natural de Dashman, 79,6 km2, provincia de Jalal-Abad. Desde 2012 es reserva natural estricta para proteger el bosque de nogales, manzanos, ciruelos y otras especies.
- Reserva natural de Karatal-Japaryk, 364 km2, provincia de Naryn
- Reserva natural de Kulun-Ata, 274 km2, provincia de Osh
- Reserva natural de Naryn, 370 km2, provincia de Naryn
- Reserva natural de Padysha-Ata, 306 km2, provincia de Jalal-Abad
- Reserva natural de Sarychat-Ertash, 1491 km2, provincia de Ysyk-Kol. Establecida en 1995 principalmente para proporcionar un hábitat para el amenazado leopardo de las nieves y el argali, una oveja de montaña grande, nativa de la región. También es posible encontrar ibex siberianos, osos pardos, lobos, gatos Pallas y zorros.
- Reserva natural de Sary Chelek, 239 km2, provincia de Jalal-Abad. En 1978 se declara reserva de la biosfera de la Unesco, con una superficie de 448 km2.[10]
- Reserva natural de Surmatash, 662 km2, provincia de Batken, en las montañas Alay, en torno al curso alto del río Isfayramsay y sus tributarios Surmatash, Tengizbay, Shebe y Tegirmech.

## Refugios de vida silvestre y de caza

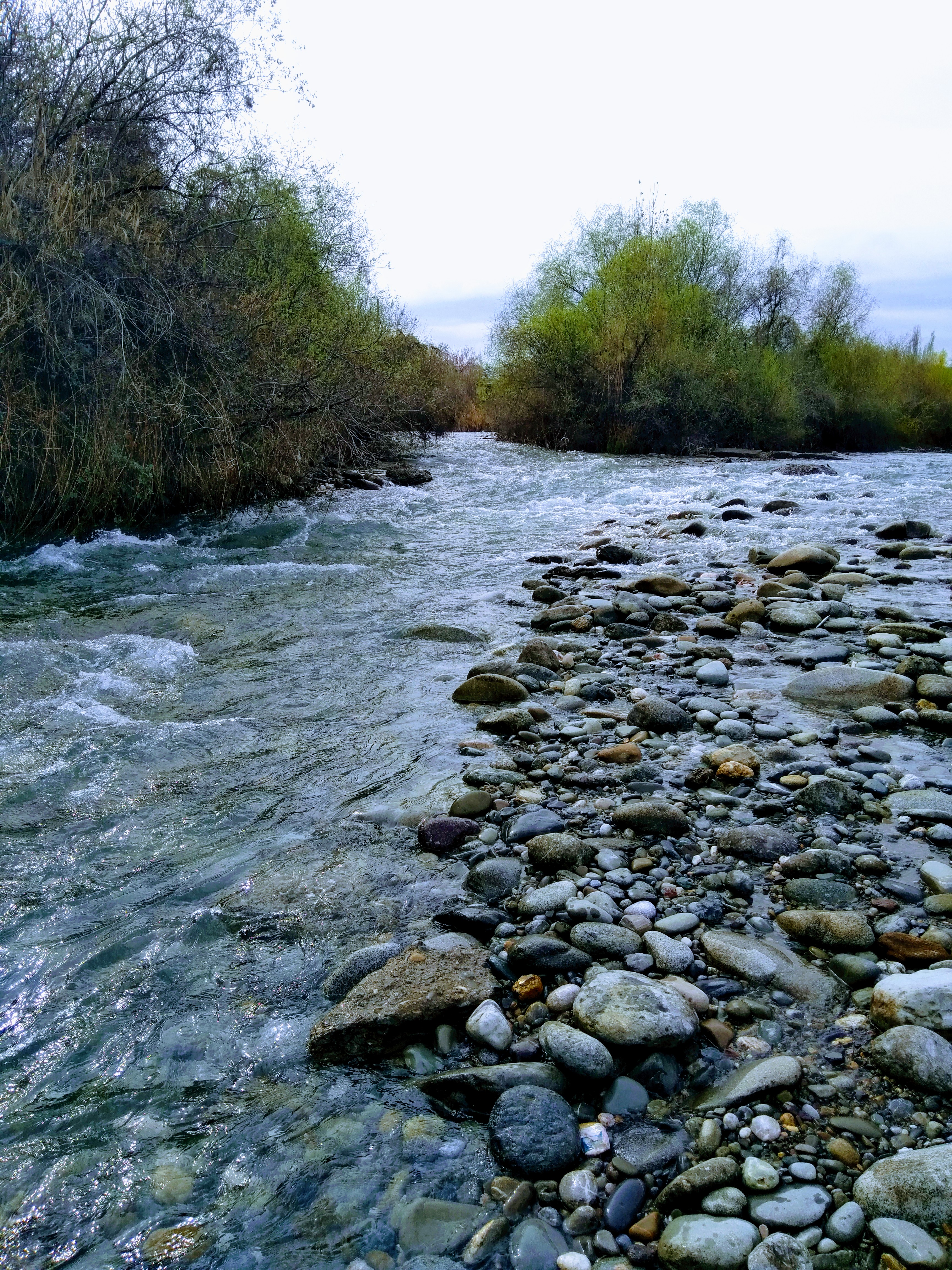
Río Ak-Buura en primavera. Desemboca en el Shahrixonsoy, uno de los canales que irriga el valle de Fergana.

- Akbuurin o Ak-Buura, 100 km2, también reserva de caza, en la provincia de Osh, en el distrito de Kara-Suu. En el valle del río Ak-Buura, que nace en la vertiente septentrional de los montes Alai. Reserva de caza creada en 1975 para conservar las áreas de cría de faisanes, perdiz chukar y perdiz gorgigrís.
- Chandalash, 252,7 km2. Desde 1975 en el curso alto del río Chandalsh, en el distrito de Chatkal. Es reserva de caza.
- Chatyr-kul o Chatyr-Köl, 190 km2. El lago de Chatyr-Kul, de 181 km2, también es reserva natural y posee una zona que es sitio Ramsar (n. 1588) de 161 km2. Se encuentra a 3530 m de altitud y tiene una cuenca de 1050 km2.
- Chychkan, 635 km2 en la provincia de Jalal-Abad, distrito de Toktogul. Desde 1973 es también reserva de caza con 360 km2.
- Dzhardy-Kaindin, 140 km2, reserva de caza desde 1975.
- Dzhety-Oguz, 300 km2, reserva de caza desde 1958.
- Gulchin o Gülchö, 5-6 km2. Reserva de caza en la provincia de Osh, distrito de Alay. Creada en 1968 para proteger la estepa arbustiva de espino amarillo, donde viven los faisanes.
- Kochkor, 23,3 km2. Reserva de caza en la provincia de Narryn, distrito de Kochkor. Creada en 1977 para facilitar la reproducción de faisanes, liebre de Tolai y otras especies de caza.
- Manass, 150 km2
- Reserva de vida silvestre de Naryn, 400 km2.
- Sonkul, 300 km2. El lago Song Kol es el segundo lago de Kirguistán, a 3016 m de altitud y con 278 km2 y una profundidad máxima de 14 m. Es el tercer humedal de importancia del país y está considerado sitio Ramsar (número 1943). Es importante para la migración de aves acuáticas. Unas 70 especies habitan en el lago y alrededores. Destacan la grulla damisela, el somormujo lavanco, el tarro canelo, la cigüeña negra, el chorlitejo mongol chico y el gavión cabecinegro.[11]
- Teploklyuchinski, 32,2 ha, reserva de caza de Teploklyuchenka, en la provincia de Issyk Kul. Creada en 1958 en la vertiente norte de la sierra de Terskey Ala-Too, que forma parte de las montañas Tian-Shan.
- Toguz-Torouss, 100 km2. Distrito de Toguz-Toro en la provincia de Jalal-Abad.
- Tyup, 150 km2 en la provincia de Issyk Kul, distrito de Tup. Creada en 1976 para proteger el corzo, el jabalí y el ciervo común.
- Reserva de vida silvestre de Yassin, 50 km2. También reserva de caza de Jazy, en el distrito de Uzgen, provincia de Osh, en la llanura de inundación del curso bajo del río Jazy, cerca de la ciudad de Uzgen. Creada en 1975 para proteger las malezas de espino amarillo y los humedales, lugares de cría de los faisanes.[12]

## Monumentos naturales

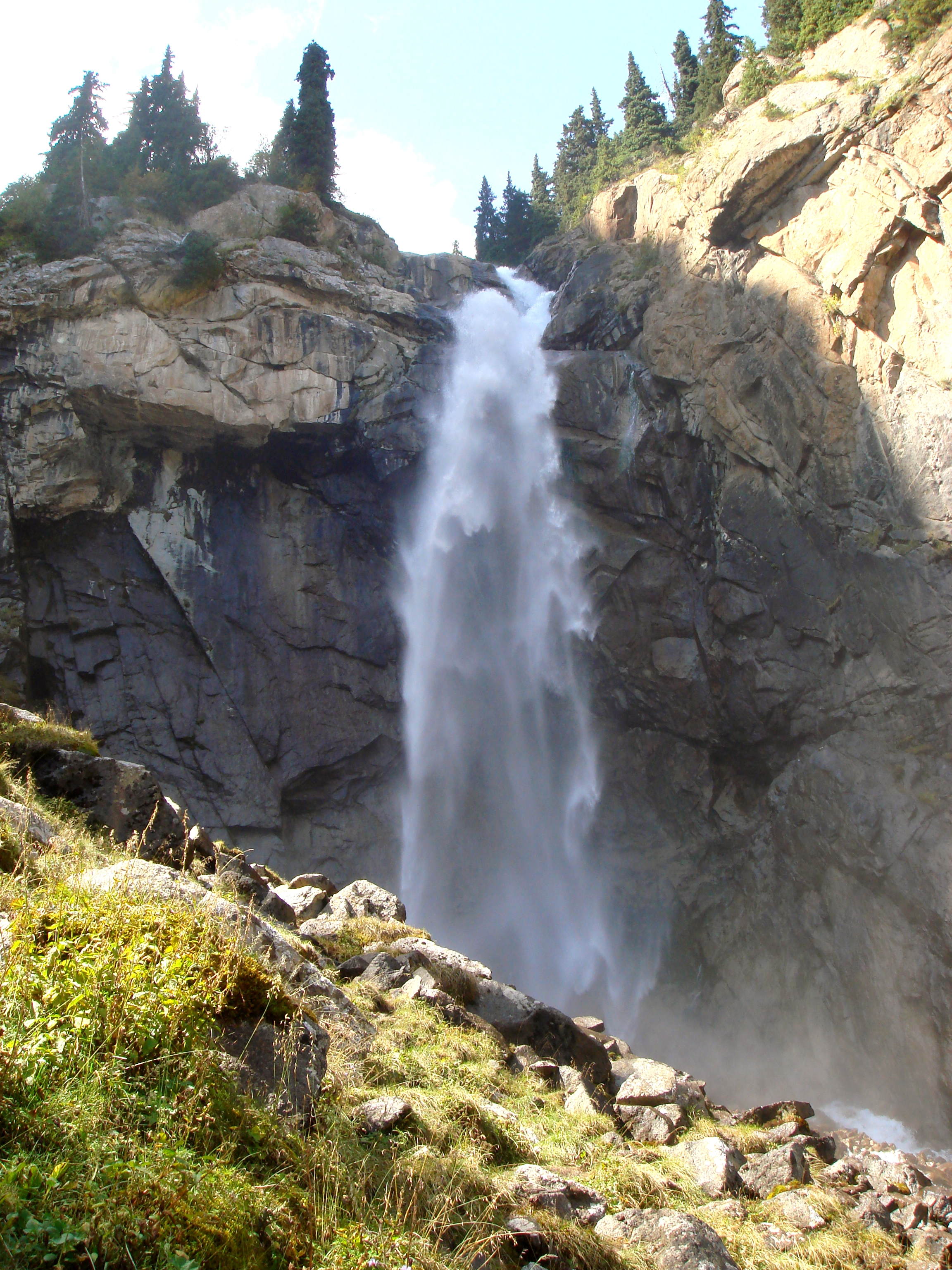
Cascada Barskoon, en la provincia de Ysyk-Kol.

- Jeti-Oguz. Formación de piedra arenisca localizadas a alrededor de 25 km (15 millas) al sudoeste de Karakol. El nombre significa “siete toros” y proviene del hecho de que las rocas parecen siete toros.[13]
- Cascada Abshir Ata. En el río Abshir Say en el distrito de Nookat en la provincia de Osh en Kirguistán.[14] Fue establecida en 1975. La cascada es está vinculada a un río subterráneo. El agua cae en cascada en dos pasos (de 15 m y 12 m respectivamente) a través de una cueva de 1,5 m en un acantilado.[15]
- Azhiadar-Unkur. Cueva situada cerca del cañón Dangi en Aravan, Kirguistán.[16] La cueva consta de un gran túnel que se adentra más de 120 metros en una montaña de piedra caliza.
- Cueva de Ala-Myshyk. Provincia de Naryn.
- Cañón de At-Bashy. Provincia de Naryn.
- Cascada Barskoon. En el distrito de Jeti-Oguz en la provincia de Ysyk-Kol.
- Cueva de Chil-Ustun. En las proximidades de Aravan, en Kirguistán.[17] La cueva principal de Chil-Ustun tiene 380 metros de largo y consta de tres salas conectadas por pasillos estrechos y sinuosos.[18]
- Cañón de Dangi. En el río Aravansay, en el distrito de Nookat.
- Cueva de Jiydeli. Provincia de Batken.
- Cueva de Kan-i-Gut. Provincia de Batken, vertiente norte de la sierra de Turkestán.
- Kara-Jygach. Acantilados y rocas de arenisca en el distrito de Aksy, en la provincia de Jalal-Abad.
- Cascada de Kögüchkön-Sugat. Provincia de Chuy.
- Cañón de Kök-Jerty, Provincia de Naryn.
- Cueva de Sogon-Tash. Provincia de Jalal-Abad.
- Cascada de Tegerek. Provincia de Jalal-Abad.
- Cascada de Ysyk-Ata. Provincia de Chuy.

## Reservas de la biosfera de la Unesco
- Reserva de la biosfera de Sary-Chelek, 449 km2, en la parte occidental de las montañas de Tian Shan, en el espolón meridional de la sierra de Chaktal, al oeste de Kirguistán.[19]
- Reserva de la biosfera de Issyk Kul, 43.319 km2, en torno al lago Issyk Kul en la zona central de la cordillera de Tian Shan. En el lago y alrededores hay 335 especies de animales, 54 de mamíferos, 267 de aves, 11 de reptiles y 3 de anfibios.[20]

## Patrimonio de la humanidad de la Unesco
- Corredor de Chang'an-Tianshan de la Ruta de la Seda. Desde 2014, recorre 5000 km desde Chang'an en China hasta Asia Central. Esta sección de la ruta, usada entre los siglos II y XVI, conectaba el Imperio romano con Asia. En la ruta, se encuentran 33 lugares destacables como templos budistas en cuevas, secciones de la gran muralla de China, tumbas y comunidades de comerciantes.[21]
- Montaña sagrada de Sulaiman. Desde 2009, en el valle de Fergana, en la provincia de Osh. Lugar de peregrinación en un alto rocoso rodeado de cinco picos. En torno a la montaña sagrada hay numerosos lugares con petroglifos, y dos sitios con mezquitas del siglo XVI. Se siguen usando 17 sitios de adoración.[22]
- Montañas occidentales de Tien-Shan. Desde 2016, albergan el 1 por ciento de la diversidad mundial.[23]

## Sitios Ramsar
En Kirguistán hay 3 sitios Ramsar designados como humedales de importancia internacional:

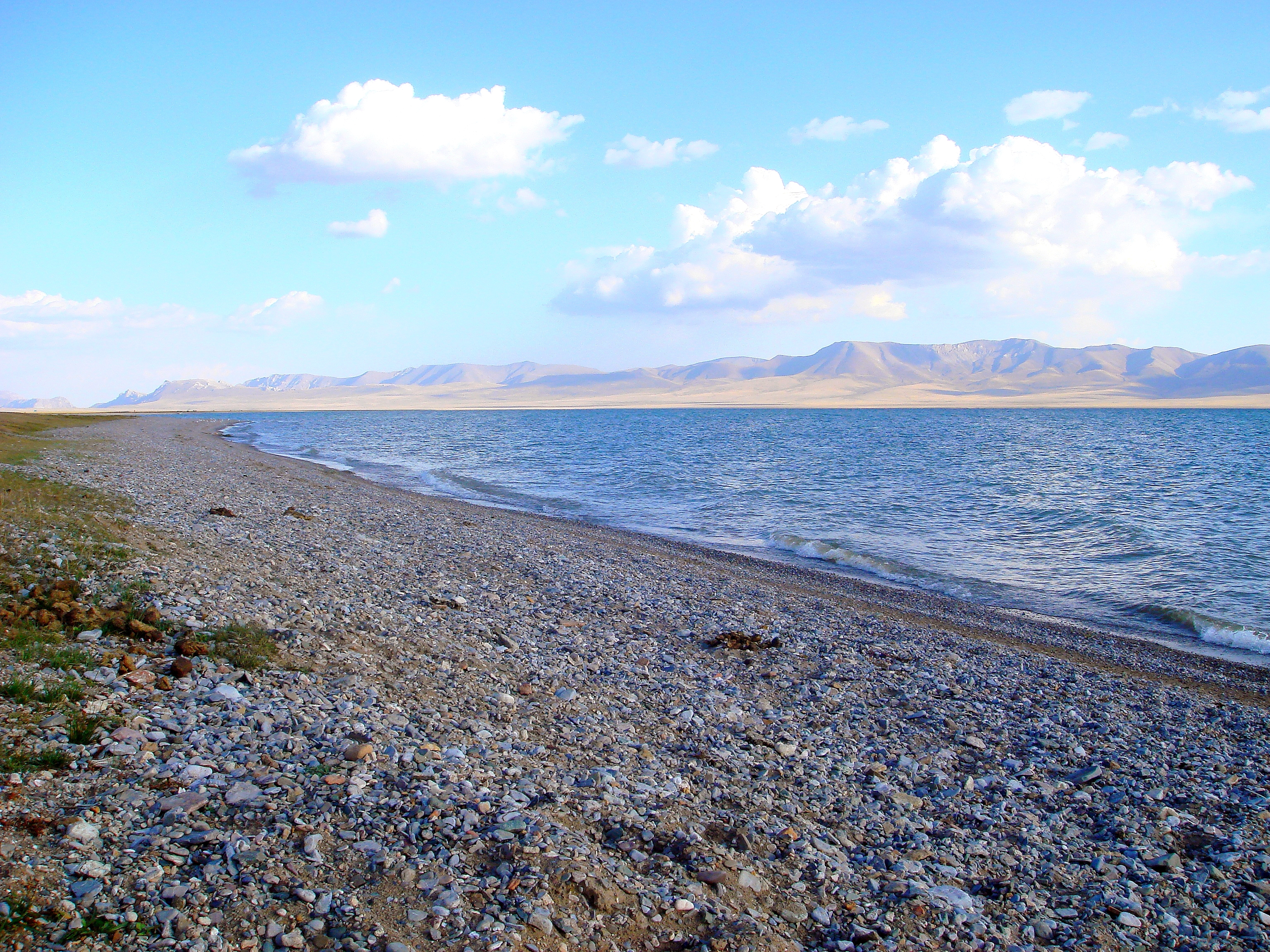
Lago Song Kol

- Reserva natural del lago Issyk-Kul, 6.264 km², 42°25′N 77°15′E. También es Reserva de la biosfera de la Unesco. El segundo lago salino del mundo en tamaño, alimentado por 80 corrientes de agua y sin salida. El agua nunca se hiela porque está a 22.oC, de ahí su nombre que significa lago caliente. Aquí hibernan unas 70.000 aves cada año, entre ellas la amenazada malvasía cabeciblanca. Hay 28 especies de peces de las que siete solo se encuentran aquí. Se dice que el cieno del lago y el manantial caliente de Aku tienen propiedades curativas, de ahí la existencia de resorts.[24]

- Lago Song Kol, 369 km², 41°50′N 75°07′E, 3.016 m de altitud. Incluye la Reserva natural estatal de Karatal-Japyryk. En el centro de Kirguistán. Especies migratorias como la cigüeña negra, gaviotas, charranes, ánsares y zampullines cuellinegros. También especies en peligro como la avutarda común y el halcón sacre. Interesante arqueológicamente por los túmulos funerarios y megalitos. Localmente se considera lugar sagrado.[25]

- Lago Chatyr Kul, 161 km², 40°37′N 75°18′E. Lago salino a 3.530 m en la cordillera de Tien Shan. Sus limpias aguas proceden de los montes At-Bashi (4.700 m) y Kakshalto (5.500 m), con glaciares permanentes, en el frontera con China. Lugar de cría de la gaviota centroasiática o hindú, el ánsar indio y nueve especies de patos, especialmente el tarro canelo. En la meseta se encuentran argalíes pastando. No hay peces y abundan las plantas acuáticas como los Potamogeton. Está cerca del paso de Torugart, antigua ruta de la seda, donde hay un caravanserai del siglo X.[26]

BirdLife International cataloga 11 IBAs (Important Bird & Biodiversity Areas) en Kirguistán, que ocupan un total de 1.880 km², con 326 especies de aves, de las que 11 son especies amenazadas.

## Reservas botánicas

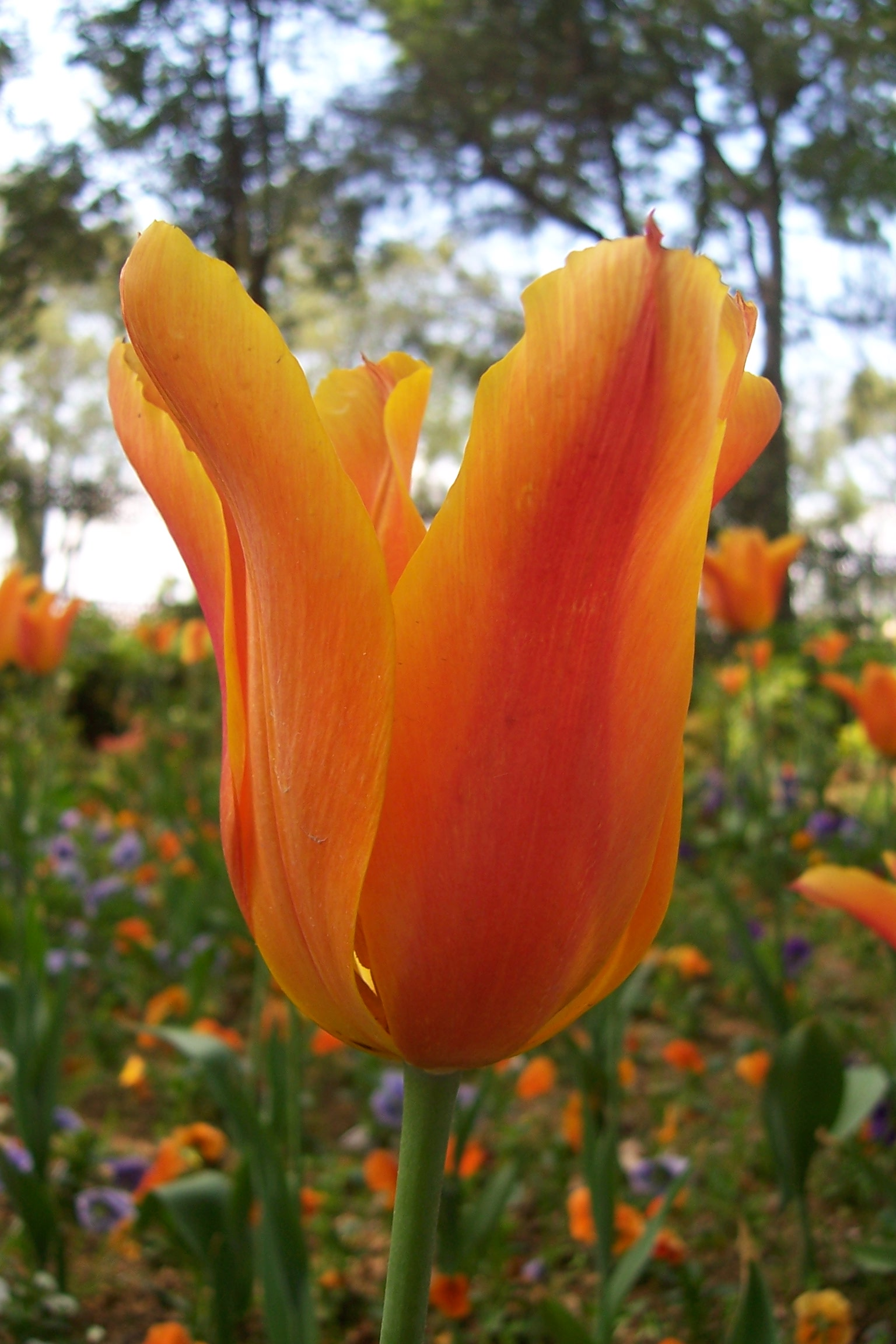
Tulipa fosteriana, protegida en la reserva botánica de Janggakty.

- Almaly (Yablonevoye).	Desde 1978. Provincia de Chüy. Distrito de Jayyl. 1 km2
- Aydarken (Khaydarken). Desde 1975 para proteger los tulipanes endémicos Tulipa kolpakowskiana Regel.[28] Provincia de Batken. Distrito de Kadamjay. 30 ha
- Aygül-Tash. Desde	2009. Provincia de Batken. Distrito de Batken.
- Baydamtal. Desde 1975 para proteger las especies Nitraria schoberi L., Nitraria sibirica Pall., y Halimodendron halodendron Pall. Provincia de Ysyk-Kol. Distrito de Tong. 20 ha
- Chanach (Kanysh). Desde 1975. Provincia de Jalal-Abad. Distrito de Ala-Buka. 30 ha
- Chatkal. Provincia de Jalal-Abad. Distrito de Ala-Buka.
- Chong-Aryk. Desde	1978. Provincia de Chuy. Distrito de Alamudun. 80 ha
- Chong-Kuurchak. Desde	1979. Provincia de Chüy. Distrito de Alamudun. 1 km2
- Chyrandy. Desde 1975 en una estepa desértica para proteger los tulipanes endémicos Tulipa rosea Vved. y Tulipa ferganica Vved. Provincia de Batken. Distrito de Kadamjay. 5 km2
- Janggakty. Desde 1975 para proteger el tulipán Tulipa fosteriana. Provincia de Batken. Distrito de Leylek. 80 ha
- Jel-Tiybes. Desde	1975 en zona semidesértica, con arbustos esporádicos de Caragana y pistacho. Provincia de Jalal-Abad. Distrito de Aksy. 8 km2
- Kosh-Tektir. Desde 1975 para proteger el tulipán Tulipa anadroma Botschantz. Provincia de Jalal-Abad. Distrito de Ala-Buka. 40 ha
- Kyrgyz-Ata. Desde	1975 para proteger la vegetación de Crocus, Colchicum, Ixiolirion y los tulipanes Tulipa ferganica Vved. y Tulipa turkestanica (Regel). Provincia de Osh. Distrito de Nookat. 30 ha
- Kyrgyz-Gava. Desde 1975 para proteger la endémica Iris magnifica. Provincia de Jalal-Abad. Distrito de Bazar-Korgon. 50 ha
- Maymak. Desde	1980. Provincia de Talas. Distrito de Kara-Buura. 40 ha
- Ming-Kush. Desde 1984 para proteger el Ammopiptanthus enano. Provincia de Naryn. Distrito de Jumgal. 77 ha
- Oy-Kayyng. Desde 1975 para proteger el hábitat de la endémica Ostrowskia magnifica. Provincia de Osh. Distrito de Alay. 50 ha
- Ryazan-Say. Provincia de Jalal-Abad. Distrito de Aksy.
- Sary-Mogol. Desde	1975 para proteger la endémica Pulsatílla kostyczewii. Provincia de Osh. Distrito de Alay. 60 ha
- Sülüktü. Desde 1975 para proteger los tulipanes endémicos Tulipa kolpakowskiana Regel. Provincia de Batken. Distrito de Suliukta. 30 ha.
- Suusamyr. Desde 1990 para proteger las llanuras inundables de los ríos Suusamyr y Batysh Karakol, con sauces, olmos, cerezos de racimos y Ribes janczewskii. Provincia de Chüy. Distrito de Jayyl.	21,7 km2
- Tüp. Desde 1975 para proteger la sabina rastrera. Provincia de Ysyk-Kol. 1 km2